# Tipton (Indiana)
Pour les articles homonymes, voir Tipton.
La ville de Tipton est le siège du comté de Tipton, situé dans l'Indiana, aux États-Unis. Sa population était de 5 106 habitants au recensement de 2010.

## Démographie
| Groupe            | Tipton | Indiana | États-Unis |
| ----------------- | ------ | ------- | ---------- |
| Blancs            | 97,1   | 84,3    | 72,4       |
| Métis             | 1,3    | 2,0     | 2,9        |
| Autres            | 0,7    | 2,7     | 6,4        |
| Asiatiques        | 0,6    | 1,6     | 4,8        |
| Amérindiens       | 0,2    | 0,3     | 0,9        |
| Afro-Américains   | 0,1    | 9,1     | 12,6       |
| Total             | 100    | 100     | 100        |
|                   |        |         |            |
| Latino-Américains | 2,7    | 6,0     | 16,7       |

Selon l'American Community Survey, pour la période 2011-2015, 95,94 % de la population âgée de plus de 5 ans déclare parler anglais à la maison, alors que 2,81 % déclare parler l'espagnol, 0,54 % l'allemand et 0,70 % une autre langue.

## Personnalité
- Rossini Vrionides (1896-1943), actrice, compositrice, organiste et violoniste, née à Tipton.